# Азия MIX
«Азия MIX» (или «Азия Микс») — команда КВН, представляющая Кыргызстан. Чемпион Высшей лиги КВН 2016 года. Обладатель «Большого КиВина в золотом» 2016 года и «Большого КиВиНа в тёмном» 2015 года на фестивале в Светлогорске, Летнего кубка 2018 года в Сочи. Чемпионы Первой лиги КВН 2012 года. Позиционируется как сборная народов «многонационального Кыргызстана». Первая команда КВН из Кыргызстана в Высшей лиге КВН. Команда выделяется многонациональным составом, среднеазиатским колоритом и текстовым юмором. Капитан Эльдияр Кененсаров.

## Предыстория
Эльдияр Кененсаров, капитан команды, ранее играл за команду КВН «Голос Азии» (сборная Центральной Азии) в 2004 году, а также за сборную Кыргызско-Российского Славянского Университета «Знак Качества» (позднее «Народный стиль») вместе с Василием Куценко, Жаннатом Керимбаевым и Сергеем Душимовым. Этим же составом они победили в 2005 году в Центральной Уральской лиге в Челябинске, играя за команду КВН «Сборная КВН Кыргызстана». По итогам Сочинского фестиваля в 2006 году «Сборная КВН Кыргызстана» была приглашена в Первую лигу, но вылетела уже на стадии 1/8 финала. В этом же сезоне участники были приглашены командой КВН КБТУ из города Алматы (Казахстан) в качестве актёров и авторов для участия в Евролиге в Минске. Также в составе костяка команды КБТУ кыргызстанские КВНщики выступали на фестивале Премьер-лиги КВН 2006 года за команду КОУ, Казахстан, но не попали в сезон. На Сочинском фестивале в 2007 году Эльдияр Кененсаров впервые вышел на сцену в образе гопника Бакыта с гнусавым голоском и любимой фразой к воображаемому человеку в зале: «Э, Санжар, э!» По итогам фестиваля команда попала в Премьер-лигу КВН и дошла до полуфинала. «Фишкой» команды также являлись пародии Жанната Керимбаева на КВНовских персонажей, в частности — на Сангаджи Тарбаева и Маслякова-старшего. На Сочинском фестивале 2008 года Жаннат Керимбаев открывал Гала-концерт в образе Маслякова. Команда КБТУ прошла во второй сезон Премьер-лиги КВН, однако Василий Куценко, Жаннат Керимбаев и Эльдияр Кененсаров покинули команду и ушли в проект «Цвет Нации» на СТС. Там же раскрылся с актёрской и авторской стороны и родной брат Эльдияра — Эрмек Кененсаров. После полугода работы сценаристов на «Yellow Black White Group» для СТС Кененсаров возвратился в Кыргызстан с целью развития КВН в республике. Он создал творческое объединение «KG Club» и в 2010 году запустил скетчком «Большие люди», что принесло ему популярность в Кыргызстане и частично в Казахстане. Авторская группа «KG Club» стала основным ядром команды Азия Микс.

## История

### Появление
В 2009 году Эльдияр Кененсаров создал местную лигу КВН «Asia Mix». На следующий год сборная этой лиги отправилась на Сочинский фестиваль с ключевым образом Акимжана (Аким Карасаев). В 2011 году сборная лиги «Asia Mix» поехала в Сочи с Эльдияром Кененсаровым в образе Бакыта, а команда прошла во второй тур фестиваля, по итогам которого команду пригласили в Высшую украинскую лигу КВН.

### Первая лига
В 2012 году сборная «Азия Mix» снова прошла во второй тур Сочинского фестиваля и попадает в Первую Лигу КВН в Минске. В 1/8 финала команда играла без инноваций в стиле команды КВН КБТУ и по результатам первой игры «Азия Mix» прошла в четвертьфинал с последнего проходного места. Этот факт заставил команду пересмотреть свой формат, и четвертьфинал стал в этом плане поворотным моментом в истории команды. «Азиаты» отошли от привычных схем, сменили имидж капитана на более остроумные репризы, ввели привычную музыку после поклона «Самый лучший», а также переосмыслили концепт, введя исторические темы в игровые конкурсы. С помощью таких трансформаций команда заняла второе место в четвертьфинале и прошла в полуфинал. Команда продолжала экспериментировать на протяжении сезона и в полуфинале ввела образ Санжара (Эрмек Кененсаров) и конфликт братьев. Эксперимент нельзя было назвать удачным, потому что за приветствие команда так и не получила максимального балла. Однако полуфинал команда всё же выиграла, а затем вырвала победу и в финале своим домашним заданием «Новогодний корпоратив у Чингисхана».

### Высшая лига
В 2013 году команда «Азия Mix» снова отправилась в Сочи в статусе чемпиона Первой лиги МС КВН и произвела фурор в Первом туре фестиваля. По результатам второго тура команда попадала в Гала-концерт, став первой командой из Кыргызстана, принявшей участие в гала-концерте, а также в Высшую лигу МС КВН. К фестивалю команда окончательно определилась с концепцией «Кыргызстан — многонациональная страна» и начала позиционировать себя как «сборная азиатских национальностей». В 1/8 финала «Азия Mix» заняла третье место, разделив его с командой КВН «Кефир», однако прошла в четвертьфинал. В 1/4 финала уступила командам КВН «КэмБридж», «Город Пятигорск» и «Факультет журналистики». Команда была приглашена на музыкальный фестиваль «Голосящий КиВиН — 2013» в Юрмале, но не прошла в гала-концерт по решению редакторов.
В 2014 году команда «Азия Mix» снова начала сезон в Высшей лиге, на сей раз победив в 1/8 финала, разделив первое место с командами КВН «КемБридж» и «Сборная Дагестана». Соперниками «Азии Mix» по четвертьфиналу стали команды КВН «Союз», «Сборная Мурманска», «Саратов» и «Молодость». Команда проиграла игру и выбыла из сезона. Летом Александр Масляков — старший пригласил «Азию Mix» на фестиваль «Голосящий КиВиН-2014» в Юрмале за несколько дней до первого редакторского просмотра. Команда спешно вылетела в Латвию, оставив Асхата Табалдиева и Данияра Болотбекова, которые снимали фильм, Ростислава Ященко, который сломал ногу. Несмотря на все сложности, команда попала в гала-концерт. В Юрмале в состав включился Сергей Душимов.

### Обновление (сезон 2015)
В 2015 году «Азия Mix» полностью изменила образы актёров и концепцию конфликта в команде. Появились новые образы певца, актрисы, шамана и студента, а также вернулся образ Санжара — брата Эльдияра, тем самым ярче демонстрируя концепцию «фриков». Эксперимент был тепло встречен залом, и по результатам третьего тура «Азия Mix» снова попала в сезон Высшей лиги КВН.
В 1/8 финала команда получила максимум баллов по игровым конкурсам («Приветствие» и «Домашнее задание») и 0,8 баллов по конкурсу «Биатлон», тем самым заняв второе место, уступив команде из Новосибирска «Экскурсия по городу» всего 0,2 балла, но с большим отрывом от третьего места (команды КВН «Саратов») в 0,7 баллов. «Азия Микс» стала первой командой в сезоне 2015 года, которая показала цельное, не состоящее из блоков домашнее задание «неотрепетированный „Евгений Онегин“».
В четвертьфинале команда встречалась с соперниками «Плохая Компания», Сборная Мурманска, «Горизонт», «Приоритет» и Сборная Грузии. Из-за того что в этом четвертьфинале участвовало на одну команду больше обычного, в игре отменили конкурс СТЭМ. Таким образом команды соревновались в конкурсах «Приветствие», «Биатлон на вылет» и «Конкурс одной песни» (КОП). В приветствии «Азия Микс», показав уже знакомую линейку, получила 4,8 баллов, разделив лидерство со «Сборной Мурманска». В «Биатлоне» «Азия» лидировала почти во всех кругах, пока не вылетел капитан Эльдияр Кененсаров, и остался его брат Эрмек Кененсаров (в образе Санжара), который в итоге принёс команде максимум — 1 балл. Команда закрывала игру своей версией конкурса одной песни, показав азифицированную версию произведения «Ромео и Джульетта», и стала единственной командой в игре, получившей в этом конкурсе максимальную оценку 4 балла. В итоге команда прошла в полуфинал, став победителем игры с отрывом 0,8 баллов от занявшей второе место «Сборной Мурманска», тем самым закрепив статус фаворитов сезона.
В 2015 году команда была вновь приглашена на музыкальный фестиваль «Голосящий КиВиН», который переехал из Юрмалы в Светлогорск. Команда успешно прошла все этапы, представляющие риск выбывания команды из дальнейшего участия — редакторские просмотры, сбор программы и генеральную репетицию, и получила право на выступление в гала-концерте. Команда выступала ближе к концу фестиваля в блоке с самыми опытными командами клуба и показала музыкальное приветствие с уже привычной схемой (Эльдияр, Санжар и «фрики»), а также азифицированную музыкальную постановку «Щелкунчик» с Марианной, мышами, мышиным королём и российскими футболистами. По результатам гала-концерта команде вручили «Большого КиВиНа в тёмном» (третья по значимости награда). Таким образом «Азия Микс» опередила такие команды, как «Союз» и «Сборная Камызякского Края по КВН».
Во время редактур перед полуфинальной игрой команде пришлось переделывать видеоклип («трейлер к азиатскому фильму о КВН») и СТЭМ. В результате, команда выиграла конкурсы «Приветствие» и «Музыкальный биатлон», с отрывом от третьего места (команды «Радио Свобода») в 0,9 баллов. Однако команда получила низкие оценки за конкурс СТЭМ и за видеоклип, снятый за два дня (с простой темой — «стереотипы об азиатах»), а «Радио Свобода» отыграла разницу в баллах. Таким образом, «Азия Микс» заняла непроходное третье место, уступив командам «Детективное агентство „Лунный свет“» и «Радио Свобода».
Позднее в этом году команда приняла участие на Кубке мэра Москвы, посвящённом дню рождения КВН и поборолась за пятую путевку в финал. Команда уверенно начала игру в статусе фаворита, получив максимальную оценку за конкурс «Приветствие». Однако в капитанском конкурсе команда получила 3,6 баллов, тем самым заняв третье место. Музыкальный фристайл команды, посвящённый краткому экскурсу в историю, получился очень качественным, но в связи с расстановкой («Азия Микс» открывала конкурс) команда получила меньше баллов, чем ожидалось, таким образом завершив этот сезон в Высшей лиге.

### Сезон 2016
В январе 2016 года команда «Азия Микс» принимала участие в Сочинском фестивале. Несмотря на финансовые трудности, команда всё же решила играть в сезоне. Во втором туре фестиваля спустя семь лет в состав команды вернулся Аким Карасаев («Доброжелательный Роман», 2012, 2013; «Камеди Баттл» 2014, 2015) как «глава фан-клуба „Азии Микс“». Большая часть выступления строилась на решении команды завершить карьеру в КВН, а в конце Эльдияр Кененсаров предложил зрителям решить дальнейшую судьбу команды голосованием. В результате весь зал поднял руки за то, чтобы «Азия Микс» продолжала играть. По результатам второго тура команда попала в гала-концерт, где единогласным решением жюри прошла в новый сезон Высшей лиги.
В 1/8 финала Азия Микс встречалась со «Сборной Физтеха», «Сборной вузов ГУУ и МИСИС» (Фулл-Хаус), командой «Уфа» и командой «Русская дорога». Команда закрыла конкурс приветствие. Эльдияр вышел на этот раз сразу вместе с линейкой и солировал в первой песне. За Приветствие команда получила высший балл вместе с командой «Русская дорога». В конкурсе биатлон «Азия Микс» лидировала во многих кругах (в нескольких кругах дали штрафной круг всем, кроме «Азии») и в финальном круге проиграла 0,9 балла «Русской дороге», таким образом опустившись на 2 место. Уже по традиции в музыкальном домашнем задании «Азия Микс» показала киргизский вариант литературной классики — на этот раз роман Шолохова «Тихий Дон». Эльдияр сыграл Григория Мелехова, а Эрмек (Санжар) — Аксинью. Этим конкурсом «Азия» вырвала первое место. В конце игры Эрнст выразил мнение, что Азия уже может играть в финале, на что Масляков ответил: «Конечно, это всего лишь личное мнение председателя жюри». Как победитель игры Азия Микс получила 200 000 рублей от банка «Открытие».
В следующей игре команда встречалась с «Московским цирком», «Сборной МФЮА» и соперником по прошлой игре «Русской дорогой». Завершив «Приветствие» высшей оценкой, Азия выиграла и «Биатлон на вылет». Азия Микс стала первой командой, которая выиграла этот конкурс, не потеряв ни одного игрока. В «Капитанском конкурсе» капитан Эльдияр получил низкие оценки, но за остальные две игры («Знакомый сюжет» и «Конкурс одной песни») команда удостоилась высших баллов. В итоге команда получает 17,5 баллов, уступив команде «Большого Московского государственного цирка», что не помешало ей пройти в полуфинал. В конце игры Константин Эрнст сказал: «Эльдияр, у тебя отличная команда, вы имеете все шансы выйти в финал».
На фестивале «Голосящий КиВиН — 2016» в Светлогорске команда Азия MIX, уже став фаворитом сезона, удостоилась главного приза — «Большого КиВиНа в золотом», а также награды от спонсора фестиваля — банка «Открытие» на сумму 400 тысяч рублей.
В полуфинале команда встретилась с «Доброжелательным романом», «Радио Свобода» и командой Большого московского государственного цирка, которые уже играли вместе на прошлой игре. За конкурс «Приветствие» Азия получила 4.8 балла, а в «Биатлоне» 0.9 баллов, но за конкурсы «Видеоблог» и «Музыкальное домашнее задание» команда получила высшие оценки 4 и 6, соответственно. В музыкальном домашнем задании команда показала номер про киргизского фаворита Екатерины II. Команда выиграла полуфинал, тем самым первый раз пройдя в финал Высшей лиги КВН. Также в финал прошла «Радио Свобода». Но члены жюри решили добрать ещё команду из цирка.
В финале команда «Азия MIX» стала чемпионом Высшей лиги 2016.

## Стиль
Азиаты — таджикский певец, узбекская актриса, казахский шаман, кыргызский студент-хипстер стоят в «линейке фриков». Два фронтмена Эльдияр и его брат Санжар несут основной конфликт и большую часть выступления. Выходящие персонажи боксёра, полицейского, фаната, Робин Гуда, пилота и других вымышленных персонажей периодически разбавляют выступление.

## Состав
- Эльдияр Кененсаров — капитан, автор, актёр
- Эрмек Кененсаров (Санжар) — автор, актёр
- Данияр Макашев — автор, актёр
- Руслан Максимов — автор, актёр
- Бактияр Касымалиев — автор, актёр
- Сергей Душимов (Абдулниязов) — автор, актёр
- Ситора Фармонова — актриса (команда Дизайн)
- Азамат Токтосунов — актёр
- Аким Карасаев — актёр
- Марат Джуманалиев — актёр
- Ростислав Ященко — автор, актёр
- Юлия Каблукова — администратор
- Наталья Дудка — бэк-вокал
- Виктор Дудка — бэк-вокал
- Камила Абдил — директор команды
- Анна Романова — звукорежиссёр

Бывшие участники:
- Данияр Болотбеков — (автор, актёр) режиссёр и сценарист, снимает фильмы и скетчкомы.
- Асхат Табалдиев — (автор, актёр) режиссёр и сценарист.
- Ренат Тентимишов — (автор, актёр) скончался 20 августа 2013 года от сердечного приступа.
- Владимир Бабурин — (автор, актёр) ведущий, шоумен.
- Дмитрий Хасис — (автор, актёр) капитан команды из Санкт-Петербурга «Доброжелательный Роман», финалиста Премьер-лиги КВН.

## Награды
- Орден «Данакер» (31 декабря 2016 года) — за особый вклад в сохранение и развитие исторического и культурного наследия народа Кыргызской Республики, в подготовку, организацию и проведение Всемирных игр кочевников, мероприятий, посвященных 100-летию национально-освободительного восстания и трагических событий 1916 года, а также за большие достижения в профессиональной деятельности по итогам Года истории и культуры[10].